# Tōru Minegishi
Toru Minegishi (峰岸 透 Minegishi Tōru?) es un compositor y director de sonido japonés para música de videojuegos que trabaja en Nintendo desde su debut. Es conocido por sus composiciones en las series The Legend of Zelda y Splatoon, así como por prestar la voz para el personaje Pepito Piraña (o Floro Piraña) en varias entregas de la franquicia Super Mario.

## Discografía

### Videojuegos
| Año  | Título                                      | Ocupación                                                         |
| ---- | ------------------------------------------- | ----------------------------------------------------------------- |
| 1999 | Pokémon Stadium                             | Música junto con Hajime Wakai y Kenta Nagata                      |
| 2000 | Mario Artist: Talent Studio                 | Música junto Kazumi Totaka y Kenta Nagata                         |
| 2000 | The Legend of Zelda: Majora's Mask          | Música junto con Koji Kondo                                       |
| 2001 | Animal Crossing                             | Música junto con Kazumi Totaka, Kenta Nagata y Shinobu Tanaka     |
| 2002 | Super Mario Sunshine                        | Sonido junto con Mitsuhiro Hikino y Yoji Inagaki                  |
| 2002 | The Legend of Zelda: The Wind Waker         | Música junto con Kenta Nagata, Hajime Wakai y Koji Kondo          |
| 2003 | Mario Golf: Toadstool Tour                  | Sonido junto con varios más                                       |
| 2004 | Mario Pinball Land                          | Sonido junto con Taro Bando, Yoji Inagaki y Mitsuhiro Kikino      |
| 2005 | Yoshi Touch & Go                            | Música junto con Kazumi Totaka y Asuka Hayazaki                   |
| 2006 | The Legend of Zelda: Twilight Princess      | Música junto con Asuka Hayazaki                                   |
| 2007 | The Legend of Zelda: Phantom Hourglass      | Música junto con Kenta Nagata                                     |
| 2007 | Wii Fit                                     | Música junto con Manaka Kataoka y Shiho Fujii                     |
| 2008 | Super Smash Bros. Brawl                     | Arreglos del tema 'Title (Big Brain Academy)'                     |
| 2008 | Wii Music                                   | Música junto con Kenta Nagata y Mahito Yokota                     |
| 2009 | The Legend of Zelda: Spirit Tracks          | Música junto con Manaka Kataoka, Asuka Hayazaki y Koji Kondo      |
| 2011 | Steel Diver                                 | Música junto con Atsuko Asahi                                     |
| 2011 | Mario Kart 7                                | Soporte de sonido junto con Ryoji Yoshitomi                       |
| 2013 | Super Mario 3D World                        | Música junto con Mahito Yokota, Yasuaki Iwata y Koji Kondo        |
| 2013 | The Legend of Zelda: A Link Between Worlds  | Interpretación de guitarra                                        |
| 2014 | Steel Diver: Sub Wars                       | Música junto con Kenta Nagata y Atsuko Asahi                      |
| 2014 | Super Smash Bros. para Nintendo 3DS y Wii U | Arreglos del tema 'Smiles and Tears (EarthBound)'                 |
| 2015 | Splatoon                                    | Dirección de sonido; música junto con Shiho Fujii                 |
| 2016 | The Legend of Zelda: Twilight Princess HD   | Supervisión de sonido junto con Takahiro Watanabe                 |
| 2017 | Mario Kart 8 Deluxe                         | Música junto con varios más                                       |
| 2017 | Splatoon 2                                  | Dirección de sonido; música junto con Ryo Nagamatsu y Shiho Fujii |
| 2019 | Super Mario Maker 2                         | Música junto con Koji Kondo, Atsuko Asahi y Sayako Doi            |
| 2022 | Nintendo Switch Sports                      | Soporte de sonido junto con Takahiro Watanabe y Masato Mizuta     |
| 2022 | Splatoon 3                                  | Música junto con varios más                                       |

### Otros proyectos
| Año  | Título                                              | Ocupación                                                               |
| ---- | --------------------------------------------------- | ----------------------------------------------------------------------- |
| 2003 | Nintendo Sound Selection Vol.1: Healing Music       | Música original e interpretación musical junto con varios más           |
| 2004 | Nintendo Sound Selection Vol.2: Loud Music          | Música original e interpretación musical junto con varios más           |
| 2005 | Nintendo Sound Selection Vol.3: B-Side Music        | Música original, arreglos e interpretación musical junto con varios más |
| 2008 | Touch! Generations SOUND TRACK                      | Interpretación musical junto con varios más                             |
| 2012 | WaraWara Plaza                                      | Música y sonido                                                         |
| 2018 | Splatoon 2: Octo Expansion                          | Música junto con Ryo Nagamatsu                                          |
| 2024 | Pase de expansión de Splatoon 3 – La cara del orden | Música junto con varios más                                             |